# Black Roses
För det danska heavy metal-bandet, se Black Rose.
Black Roses är det sjunde studioalbumet av den finländska rockgruppen The Rasmus, utgivet 26 september 2008 på Playground Music. Inför inspelningen av albumet inledde bandet ett samarbete med producenten Desmond Child, vilket resulterade i en mindre melankolisk rockstil som istället dominerades av synthproduktion. Albumet spelades huvudsakligen in i bandets egen studio Dynasty Helsinki samt vid Michael Wageners WireWorld Studio i Nashville, men delar av albumet har även spelats in i en rad olika länder världen runt.
Vid bandets spelning på Energy in the Park som anordnades av Energy Berlin(de) i Berlin den 5 juli 2008 framfördes för första gången två låtar från albumet, "Ten Black Roses" och "Livin' in a World Without You" där den sistnämnda senare gavs ut som albumets första singel i september samma år. Albumets andra singel, "Justify", gavs ut i januari 2009 som digital nedladdning innan CD-singeln kom ut drygt två veckor senare.
Tio dagar efter att albumet gavs ut, hade det redan nått första platsen på Finlands albumlista, vilket även "Livin' in a World Without You" hade gjort några veckor tidigare på Finlands singellista. Turnén för albumet hette Black Roses Tour och startade den 22 januari 2009 i Stockholm.

## Bakgrund
Drygt ett år efter utgivningen av Hide from the Sun i september 2005 hade även turnén Hide from the Sun Tour börjat närma sig sitt slut. Under vintern 2006 tog medlemmarna en paus hemma i Helsingfors och började samtidigt skriva nya låtar till ett kommande album. En dag fick de ett e-postmeddelande från den amerikanska producenten Desmond Child, där han hade skrivit att gruppen lät intressant och gärna ville arbeta med dem. The Rasmus svarade och föreslog ett möte i Dominikanska republiken den 3 november. Mötet ledde till att bandet tog chansen att arbeta med Child och att därmed få spela in i USA. Den 27 februari 2007 rapporterade gitarristen Pauli Rantasalmi att de hade skrivit runt 30 låtar, av vilka de senare skulle välja ut de bästa.

## Historik och inspelning
Inspelningen av albumet påbörjades den 17 september 2007 i The Rasmus egen Dynasty Helsinki-studio av ett Helsingforsbaserat skivbolag som ägs av sångaren Lauri Ylönen och gitarristen Pauli Rantasalmi tillsammans med två vänner. Därifrån fortsatte inspelningen hos WireWorld Studio i Nashville i början av november och slutfördes i januari 2008. Förutom i dessa två studior har delar av albumet spelats in i bland annat Sverige, Tyskland, Grekland och Singapore. Förutom Desmond Child har även den svenska låtskrivaren Harry Sommerdahl varit delaktig under produktionen. Michael Wagener, som äger WireWorld Studio, har mixat ljudet på albumet, bland annat har han vid flera tillfällen mixat trummorna tillsammans med trummisen Aki Hakala. Bytet av producenter påverkade dock inte The Rasmus skivbolag, Playground Music, som de haft kontrakt med sedan 2001. Ett rykte gick ett tag om att Black Roses skulle bli bandets sista album, något bandet själva dementerade.
Under året spelade bandet på ett fåtal sommarfestivaler runt om i Skandinavien, varav två i Finland, en i Danmark, samt en i Tyskland. Bandet har själva hållit fansen uppdaterade via webbplatserna Myspace och Youtube, där basisten Eero Heinonen ibland laddat upp sina egna filmklipp. Anmärkningsvärt var hans Youtube-serie "Nalle", där någon i bandet hade klätt ut sig till en björn och utför vissa stunt och oseriösa aktiviteter. Hittills finns det tre delar i serien.
Den 5 juli 2008 ägde världspremiären på två fullängdslåtar från albumet rum vid NRJ in the Park i Berlin. Dessa låtar var "Ten Black Roses" samt den nya singeln "Livin' in a World Without You". Festivalens webbplats hade dessutom anordnat en live stream-funktion där hela festivalen direktsändes. Den 14 juli 2008 publicerade flera finska musikrelaterade tidskrifter och webbplatser låtlistan till albumet, några av dessa var Soundi, YLE, Stara och Findance. De nämnde också att albumet kommer att släppas den 24 september i Finland och den 26 september i övriga Europa.

### Fördröjningen
Sedan september 2007 var det planerat att släppa albumet i mars 2008. Två hemsidor hade angivit datumet den 26 mars. Dock ändrades detta den 24 januari till efter sommaren 2008 på grund av mer arbete, skrev Ylönen på MySpace. Han såg ändå positivt på detta, eftersom det gav bandet en chans att få med mer material än de hade planerat. Bland annat planerades en duett med Anette Olzon från Nightwish på albumet.

## Musik och texter
På Black Roses har The Rasmus valt delar från sina tidigare album som de säger sig ha använt i skapandet. Trots att bandet fortfarande håller sig till en alternativ rockstil med mycket mixade effekter från datorer, anser de själva att de skapat genren "death pop". Om detta skulle vara ett namn på en ny musikgenre eller en tidigare titel på själva albumet har ej bekräftats. Albumet har influenser främst från de tidigare albumen Into och Hide from the Sun med ett mer elektroniskt ljud. Anledningen till det synthrock-inspirerade ljudet var att de inte hade alla instrument till hands när idéer till material dök upp. I stället hade de med sig en dator där de komponerade in melodierna som sedan kom att användas i låtarna.[källa behövs]
Bytet av producenter kan ha påverkat stilen en hel del. Denna gång arbetade de med den välkända producenten Desmond Child, som främst skrev populära låtar under 80-talet för bland andra Kiss, Aerosmith och Bon Jovi. Dessutom har deras mixare Michael Wagener mixat trummorna för Metallica på bland annat Master of Puppets som man möjligtvis kan höra i låten "Lost and Lonely".[källa behövs]
Black Roses är enligt Lauri Ylönen ett konceptalbum där alla låtar följer ett mönster. Ylönen har förklarat att varje låt är som ett kapitel i en bok, och att låtarna på albumet skrevs på ett bakvänt håll.[källa behövs]

## Skivomslaget
Albumets omslag föreställer en svart ros som ser ut att vara i origami- eller metallform (resterade detaljer i bilden påminner en hel del om Hide from the Suns omslag). Rosen designades av Ylönen genom former han klippte ut ur papper. Resten av bandet tyckte att det såg intressant ut, så de beslöt sig för att kontakta designern Mikko Eronen som formade rosen i 3D-design i metall. Rosen är mystisk och har en stor betydelse för hela albumet. Detta noteras främst i låten Ten Black Roses och i musikvideon till Livin' in a World Without You där Ylönen håller upp rosen i flera scener. Texten på omslaget är skrivet i typsnittet Garamond.

## Kritik och mottagande
Black Roses fick vid utgivningen blandad kritik. Alexey Eremenko på Allmusic gav albumet näst intill toppbetyg (4.5 av 5) och inledde sin recension med att skriva "Black Roses är ett stadigt bevis på att The Rasmus är här för att stanna som andra klassiska hårdrocksband". Flera svenska tidningar gav det negativ kritik, bland andra Aftonbladet och Metro, medan det blev betydligt varmare mottaget av musikwebbplatsen Melodic.net, med betyget fyra av fem. I hemlandet Finland fick det en medellång recension i tidskriften Soundi med betyget tre av fem. I USA, där albumet till stor del skapades, fick det en positiv recension på webbplatsen 411mania med betyget 8,5 av 10.
Trots mycket positiv kritik var Black Roses inte särskilt framgångsrik på albumlistorna. Förutom dess förstaplats i Finland uppnådde den relativt låga placeringar i övriga Europa, men blev däremot The Rasmus första album på den mexikanska albumlistan, där det som bäst låg på plats 15.

## Låtlista
| Nr           | Titel                         | Kompositör                                    | Längd |
| ------------ | ----------------------------- | --------------------------------------------- | ----- |
| 1.           | Livin' in a World Without You | Lauri Ylönen, Pauli Rantasalmi, Desmond Child | 3:50  |
| 2.           | Ten Black Roses               | Ylönen, Rantasalmi, Child                     | 3:54  |
| 3.           | Ghost of Love                 | Ylönen, Rantasalmi, Child, Harry Sommerdahl   | 3:17  |
| 4.           | Justify                       | Ylönen, Rantasalmi, Child, James Michael      | 3:17  |
| 5.           | Your Forgiveness              | Ylönen, Rantasalmi, Child                     | 3:55  |
| 6.           | Run to You                    | Ylönen, Rantasalmi, Child                     | 4:11  |
| 7.           | You Got It Wrong              | Ylönen, Rantasalmi, Child                     | 3:15  |
| 8.           | Lost and Lonely               | Ylönen, Rantasalmi, Child                     | 4:46  |
| 9.           | The Fight                     | Ylönen, Rantasalmi, Child                     | 3:45  |
| 10.          | Dangerous Kind                | Ylönen, Rantasalmi, Child                     | 3:46  |
| 11.          | Live Forever                  | Ylönen, Rantasalmi, Child                     | 3:20  |
| Total längd: | Total längd:                  | Total längd:                                  | 39:85 |

| 12. | Yesterday You Threw Away Tomorrow | Ylönen, Rantasalmi, Child | 3:05 |

- Special Fan Edition innehåller en bonusskiva med en timme lång dokumentär om hur albumet gjordes, inspelad och producerad av Eero Heinonen.

## Listplaceringar
| Listor (2008)            | Högsta placering |
| ------------------------ | ---------------- |
| Finländska albumlistan   | 1                |
| Mexikanska albumlistan   | 15               |
| Nederländska albumlistan | 51               |
| Schweiziska albumlistan  | 22               |
| Spanska albumlistan      | 58               |
| Svenska albumlistan      | 32               |
| Österrikiska albumlistan | 22               |

## Releaseschema
| Datum             | Region                 | Skivbolag                        |
| ----------------- | ---------------------- | -------------------------------- |
| 24 september 2008 | Skandinavien & Finland | Playground Music                 |
| 26 september 2008 | Europa                 | Playground Music/Universal Music |
| 29 september 2008 | Storbritannien         | Island Records                   |
| 29 september 2008 | Internationellt        | Playground Music/Universal Music |
| 1 oktober 2008    | Japan                  | Universal International          |
| 17 oktober 2008   | Kanada                 | Universal International          |

## Medverkande
| The Rasmus - Lauri Ylönen – sång, formgivning av rosen - Eero Heinonen – bas - Pauli Rantasalmi – gitarr, inspelning - Aki Hakala – trummor Produktion - Desmond Child – exekutiv producent, inspelning, keyboard, programmering - Harry Sommerdahl – producent, inspelning, bearbetning av stråkar, tillagd bakgrundssång - Jon Vella – delproducent, inspelning, tillagd bakgrundssång - Michael Wagener – mixning - Niklas Flyckt – mixning ("Livin' in a World Without You") - Michael Illbert – mixning ("Justify") - Greg Calbi – mastering - Brian Coleman – produktionsledare | - Jules Gondar – ljudtekniker - Craig Lozowick – ljudtekniker - Marcus Bergqvist – ljudtekniker - David Hefti – medarbetare mixning ("Justify") - Tommy Hansson – bearbetning för stråkar ("Ghost of Love" & "Ten Black Roses") - Randy Cantor – tillagd keyboard ("Dangerous Kind") - Will Champlin – tillagd bakgrundssång - Jeanette Olsson – tillagd bakgrundssång - Mikko Eronen – 3D-formgivning av rosen - Henrik Walse – layout - Jere Hietala – fotografier - Seppo Vesterinen – manager - Taina Franzén – medarbetare - Vuokko Laakso – redovisning - Lars Tengroth – A&R |